# 태웅로직스
태웅로직스(Taewoong Logistics Co. Ltd.)는 대한민국의 기업이다. 본사는 서울시 강남구 테헤란로37길 13-6, 9층(역삼동, 태웅빌딩)에 위치해 있으며 대표이사는 한재동이다.

## 역사
1996년 1월에 설립되었다.

## 상장
2019년 12월 10일에 주관사를 아이비케이투자증권, BNK투자증권으로 공모가 4,500 원에 코스닥 시장에 상장하였다.

## 참고문헌
1. ↑  '한농화성 vs 신성에스티 vs 태웅로직스' 여의도를 달굴 종목은?, 머니투데이, 2023.12.21
2. ↑  태웅로직스 주가 호호호...견조한 성장세 '눈에 띄네', 핀포인트뉴스, 2023.12.18